# Forces terrestres hongroises
 (mai 2023).
La mise en forme du texte ne suit pas les recommandations de Wikipédia : il faut le « wikifier ».
Les points d'amélioration suivants sont les cas les plus fréquents. Le détail des points à revoir est peut-être précisé sur la page de discussion.
- Les titres sont pré-formatés par le logiciel. Ils ne sont ni en capitales, ni en gras.
- Le texte ne doit pas être écrit en capitales (les noms de famille non plus), ni en gras, ni en italique, ni en « petit »…
- Le gras n'est utilisé que pour surligner le titre de l'article dans l'introduction, une seule fois.
- L'italique est rarement utilisé : mots en langue étrangère, titres d'œuvres, noms de bateaux, etc.
- Les citations ne sont pas en italique mais en corps de texte normal. Elles sont entourées par des guillemets français : « et ».
- Les listes à puces sont à éviter, des paragraphes rédigés étant largement préférés. Les tableaux sont à réserver à la présentation de données structurées (résultats, etc.).
- Les appels de note de bas de page (petits chiffres en exposant, introduits par l'outil «  Source ») sont à placer entre la fin de phrase et le point final[comme ça].
- Les liens internes (vers d'autres articles de Wikipédia) sont à choisir avec parcimonie. Créez des liens vers des articles approfondissant le sujet. Les termes génériques sans rapport avec le sujet sont à éviter, ainsi que les répétitions de liens vers un même terme.
- Les liens externes sont à placer uniquement dans une section « Liens externes », à la fin de l'article. Ces liens sont à choisir avec parcimonie suivant les règles définies. Si un lien sert de source à l'article, son insertion dans le texte est à faire par les notes de bas de page.
- La présentation des références doit suivre les conventions bibliographiques. Il est recommandé d'utiliser les modèles {{Ouvrage}}, {{Chapitre}}, {{Article}}, {{Lien web}} et/ou {{Bibliographie}}. Le mode d'édition visuel peut mettre en forme automatiquement les références.
- Insérer une infobox (cadre d'informations à droite) n'est pas obligatoire pour parachever la mise en page.

Pour une aide détaillée, merci de consulter Aide:Wikification.
Si vous pensez que ces points ont été résolus, vous pouvez retirer ce bandeau et améliorer la mise en forme d'un autre article.

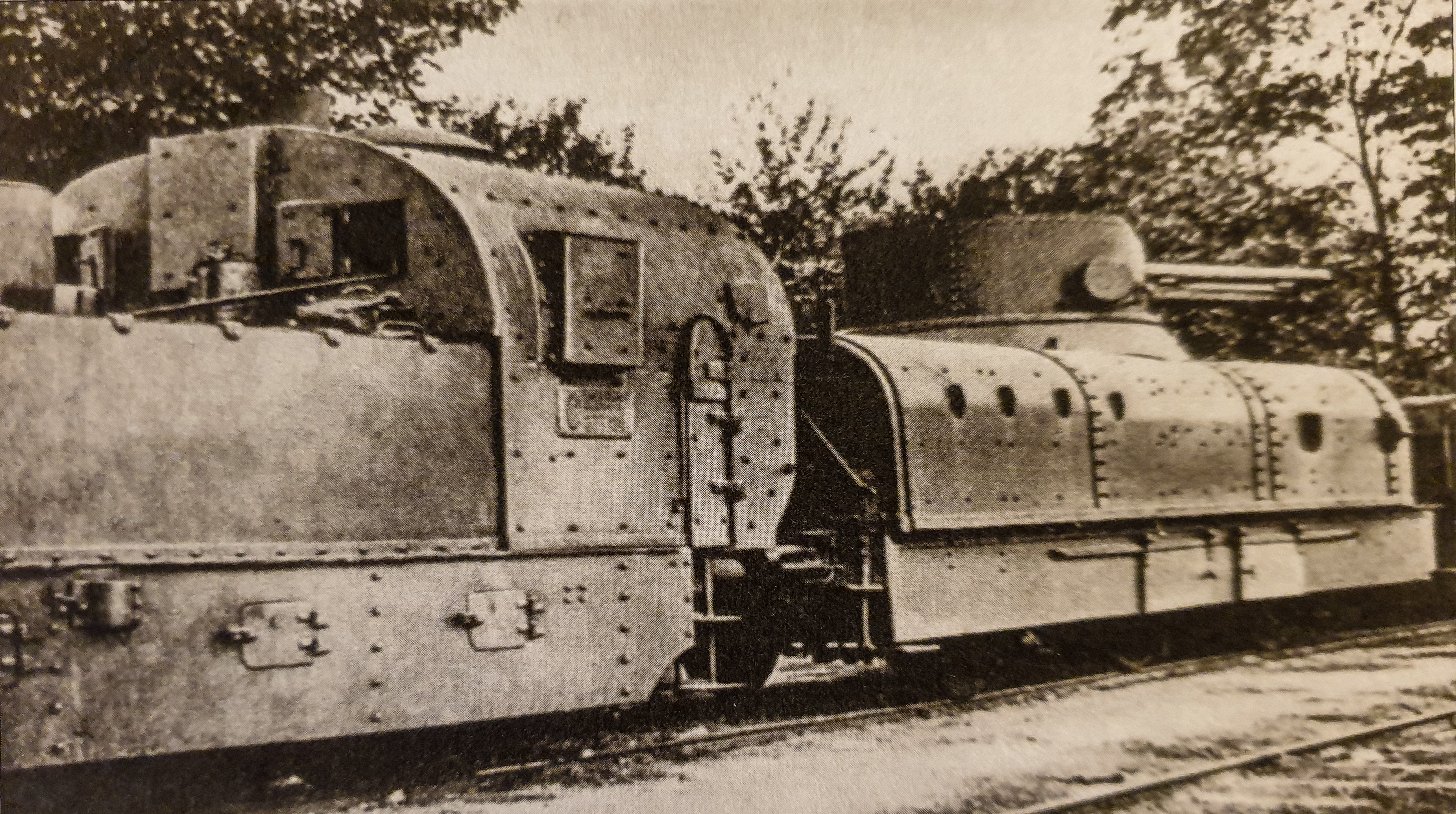
Train blindé hongrois.

Les forces terrestres hongroises (hongrois : Magyar Szárazföldi Haderő) est la branche terrestre des forces armées hongroises et est responsable des troupes et des activités terrestres, y compris l'artillerie, les chars, les APC, les IFV et le soutien au sol. Les forces terrestres hongroises ont servi en Irak et sont actuellement en service dans la KFOR.
Les forces terrestres hongroises précédentes comprenaient la Landwehr royale hongroise, l'armée royale hongroise et les composantes des forces terrestres de l'armée populaire hongroise. La Hongrie a été soutenue par l'Union soviétique pendant la guerre froide et a été membre du Pacte de Varsovie. Depuis la chute de l'Union soviétique en 1991, la Hongrie grandement réduit ses moyens militire, elle a réduit le nombre de chars, de troupes et fermé les garnisons. L'armée hongroise s'occupe désormais de la sécurité nationale, du maintien de la paix et des conflits internationaux. La Hongrie a rejoint l'OTAN en 1999.

## Histoire
En 1963, les forces terrestres comprenaient la 5e armée de Hongrie, formée en 1961, à Székesfehérvár. Cette formation comprenait la 7e division de fusiliers motorisés à Kiskunfélegyháza, la 8e division de fusiliers motorisés à Zalaegerszeg, la 9e division de fusiliers motorisés à Kaposvár et la 11e division de chars à Tata. Cette formation comprenait également le 34e bataillon spécial de reconnaissance à Székesfehérvár, qui était également une sous-unité de la 5e armée. L'autre grande formation de combat des forces terrestres était le 3e corps d'armée à Cegléd (avec la 4e division de fusiliers motorisés à Gyöngyös et la 15e division de fusiliers à moteur à Nyíregyháza).
Avec la chute du Pacte de Varsovie, la 5e armée et le 3e corps mécanisé ont été dissous en 1991. À la suite de cela, les forces de défense hongroises ont hérité des actifs et du personnel de l'armée populaire hongroise. Cependant, en raison de l'évolution de la situation géopolitique, l'armée a entamé une réduction plus drastique de ses forces, ce qui a également affecté ses actifs. La réduction était en partie justifiée par l'adhésion au Traité FCE et en partie par le fait que les performances économiques nationales à l'époque n'étaient pas suffisantes pour entretenir et approvisionner une force aussi importante.
À la suite de l'adhésion du pays à l'OTAN, l'acquisition d'équipements polyvalents plus récents et plus modernes et d'origine occidental a commencé. Ceux-ci comprennent, en plus des véhicules de divers types et usages, des véhicules de ravitaillement RÁBA, des camions Mercedes UNIMOG et MAN, des véhicules de tourisme tout-terrain Mercedes-Benz G 270 CDI, des équipements de communication, des gilets pare-balles et des casques, de nouvelles armes légères, des drones israélien Skylark I et ainsi de suite. De plus, plusieurs anciens actifs existants ont été modernisés : divers radars de localisation (ex. P-18M et SZT-68U), les complexes de missiles antiaériens 2K12 Koub ont été modernisés dans le cadre d'une coopération polono-hongroise (2K12M), les missiles antichars guidés 9M111 Fagot et 9M113 Konkurs ont subi des prolongations de durée de vie, et des tentatives ont été faites pour moderniser les véhicules blindés de transport de troupes BTR-80 dans les années 2000 avec des résultats limités. L'ancienne technologie d'origine soviétique a atteint les limites de son développement et la plupart d'entre elles approchent de la fin de leur vie technique. Le manque de moyens des armées n'a permis des améliorations significatives, un véritable « changement d'ère », qu'au milieu des années 2010 même si en 2023 l'armée Hongroise continue d'utiliser un nombre signicatif d'équipements soviétique.
Les forces terrestres hongroises ont quitté l'Afghanistan en 2021 et ont annoncé qu'elles avaient terminé les évacuations le 26 août 2021. Le ministre hongrois de la Défense, Tibor Benkő, a déclaré que "la Hongrie met fin aux évacuations en Afghanistan après avoir transporté par avion 540 personnes, dont des citoyens hongrois et des Afghans et leurs familles qui travaillaient auparavant pour les forces hongroises". Avant le retrait, il a été déclaré en avril 2021 "que le nombre de soldats hongrois présents en Afghanistan est déjà tombé à seulement dix".

## Structure
Depuis 2020, les principales formations de combat du commandement terrestre des forces de défense hongroises sont:
- 1er Régiment de neutralisation des explosifs et munitions et flottille fluviale "Honvéd", au port militaire d'Újpest à Budapest[7]
  - 1ère compagnie d'élimination des explosifs et munitions
  - Société spéciale de neutralisation des explosifs et munitions
  - Flottille fluviale
  - Société de neutralisation des explosifs et munitions K-9 (chiens)
  - Entreprise de logistique
  - Bataillon logistique
  - Société de formation
- 2e brigade des forces spéciales " vitéz Árpád Bertalan ", à la base aérienne de Szolnok[8]
  - Compagnie de commandement, à Szolnok
  - 34e bataillon des forces spéciales László Bercsényi, à la base aérienne de Szolnok
  - 88e bataillon léger mixte, à la base aérienne de Szolnok
- 5e brigade d'infanterie " István Bocskai ", à Debrecen [9]
  - Compagnie de commandement, à Debrecen
  - 3e bataillon d'infanterie " Miklós Bercsényi ", à Hódmezővásárhely, avec des APC BTR-80
  - 39e bataillon d'infanterie à Debrecen, avec des APC BTR-80
  - 62e bataillon d'infanterie à Hódmezővásárhely, avec des APC BTR-80
  - Bataillon du génie de soutien aux opérations, à Debrecen
  - Bataillon logistique, à Debrecen
  - Compagnie du génie de combat, à Debrecen
  - Signal Company, à Debrecen
- 24e régiment de reconnaissance " Gergely Bornemissza " à Debrecen [10]
  - Compagnie de commandement et de signalisation, à Debrecen
  - Compagnie de reconnaissance à Debrecen
  - Compagnie de reconnaissance à longue portée à Debrecen
  - Compagnie de renseignement tactique (HUMINT) à Debrecen
  - Compagnie de guerre électronique à Debrecen
  - Compagnie de véhicules aériens sans pilote à Debrecen
  - Entreprise de logistique
- 25e brigade d'infanterie « György Klapka », à Tata [11]
  - Compagnie de commandement, à Tata
  - 1er bataillon d'infanterie, à Tata, avec des APC BTR-80
  - 2e bataillon d'infanterie, à Tata, avec des APC BTR-80
  - 11e bataillon de chars, à Tata, avec 44 chars de combat principaux Leopard 2A7 + [12]
  - 36e bataillon de missiles antichars, à Tata, avec des missiles antichars 9K115-2 Metis-M
  - 57e bataillon de soutien de garnison, à Tata
  - 101e bataillon d'artillerie, à Tata, avec 24x Panzerhaubitze 2000 155 obusiers automoteurs mm [12]
  - Bataillon logistique, à Tata
- 37e régiment du génie " Ferenc Rákóczi II ", à Szentes [13]
  - Peloton de soutien au commandement, à Szentes
  - Bataillon de construction de ponts, à Szentes
  - Entreprise de construction de ponts sur les basses eaux, à Szentes
  - Entreprise de purification d'eau, à Szentes
  - Entreprise d'ingénieurs en construction, à Szentes
  - Entreprise de formation, à Szentes
- 43e Régiment d'appui aux transmissions et au commandement " József Nagysándor ", à Székesfehérvár [14]
  - Compagnie de commandement et de garde
  - Centre principal C4I du commandement de combat
  - Signal Transdanubien et Centre C4I
  - Lowland Signal et C4I Center, à la base aérienne de Szolnok
  - Bataillon des transmissions
  - Bataillon logistique
- 93e bataillon de défense NRBC " Sándor Petőfi ", à Székesfehérvár [15]
  - Compagnie de commandement
  - Entreprise de décontamination NRBC
  - Compagnie de reconnaissance NRBC
  - Société d'assistance CBRN
  - Entreprise de soutien

## Équipement
| Type                                    | Modèle                      | Origine                   | 2001 | 2017 | 2023 | 2025  | Remarques              |
| --------------------------------------- | --------------------------- | ------------------------- | ---- | ---- | ---- | ----- | ---------------------- |
| Char de combat principal                | Leopard 2A4HU Leopard 2A7HU | Allemagne                 | 0    | 0    | 12   | 12 24 |                        |
| Char de combat principal                | T-72M1                      | Union soviétique / Russie | 238  | 30   | 44   | 44    |                        |
| Char de combat principal                | T-55                        | Union soviétique          | 623  | 0    | 0    | 0     |                        |
| Véhicule de combat d'infanterie         | BTR-80A/AM                  | Union soviétique / Russie | 178  | 120  | 120  | 120   |                        |
| Véhicule de combat d'infanterie         | KF41 Lynx                   | Allemagne                 | 0    | 0    | 1    | 11    | En test                |
| Véhicule de combat d'infanterie         | BMP-1                       | Union soviétique          | 502  | 0    | 0    | 0     |                        |
| Véhicule blindé de transport de troupes | BTR-80                      | Union soviétique / Russie | 459  | 260  | 274  | 274   | Dont 12 véhicules NRBC |
| Véhicule blindé de transport de troupes | Gidrán (en)                 | Turquie Hongrie           |      |      |      |       |                        |
| Patrouille protégée blindée             | Ejder Yalcin                | Turquie                   | 0    | 0    | 50   | 50    |                        |
| Patrouille protégée blindée             | International MaxxPro       | États-Unis                | 0    | 0    | 12   | 12    |                        |
| Obusier automoteur                      | PzH 2000                    | Allemagne                 | 0    | 0    | 2    | 23    | 155 mm                 |
| Obusier automoteur                      | 2S1 Gvozdika                | Union soviétique          | 151  | 0    | 0    | 0     | 122 mm                 |
| Obusier tracté                          | D-30                        | Union soviétique / Russie | 0    | 18   | 31   | 0     | 122 mm                 |
| Canon anti-chars                        | MT-12 Rapira                | Union soviétique          | 106  | 0    | 0    | 0     |                        |
| Lance-roquettes multiple                | BM-21 Grad                  | Union soviétique          | 56   | 0    | 0    | 0     | 122 mm                 |